# Чемпіонат України з футболу 2024—2025: друга ліга
Друга ліга України з футболу 2024—2025 — 33-й сезон другої ліги, який тривав з 7 серпня 2024 року по 4 червня 2025 року.

## Регламент змагань
У змаганнях беруть участь 20 команд. Команди розподілено на дві групи (А та Б) за територіальним принципом. Змагання проводяться у два кола за круговою системою.
Команди, які посіли перші місця в турнірних таблицях груп А та Б, проводять між собою двоматчеве протистояння (вдома та на виїзді) за звання чемпіона другої ліги. Команди, що посіли другі місця у своїх групах, також проводять між собою двоматчеве протистояння (вдома та на виїзді), переможець якого стає бронзовим призером другої ліги.
Команда, яка посяде підсумкове перше місце, напряму переходить до першої ліги. Команди, що посіли друге та третє місце, грають стикові матчі з командами, що посіли 15-те та 14-те місце в першій лізі відповідно, за право виступати в першій лізі наступного сезону. Стикові матчі складаються з двох матчів, по одному на полі кожної з команд-учасниць.
У випадку, якщо декілька команд набрали однакову кількість очок, місця у турнірній таблиці визначаються за такими критеріями:
1. Більша кількість набраних очок в особистих зустрічах між цими командами.
2. Краща різниця забитих і пропущених м'ячів в особистих зустрічах.
3. Більша кількість забитих м'ячів в особистих зустрічах.
4. Краща різниця забитих і пропущених м'ячів в усіх матчах.
5. Більша кількість забитих м'ячів в усіх матчах.

## Учасники
Перед початком сезону команда «Чернігів-ШВСМ» змінила назву на ФК «Чернігів».
Склад учасників:
Група А
| Команда         | Населений пункт                 | Стадіон                                                                    | Місткість стадіону | Місце в попер. ч-ті. |
| --------------- | ------------------------------- | -------------------------------------------------------------------------- | ------------------ | -------------------- |
| СК «Вільхівці»  | с. Вільхівці Тячівського району | «Вільхівці-Арена-Парк»                                                     | 1500               | —                    |
| «Куликів-Білка» | с-ще Куликів                    | «Арена Куликів»                                                            | 630                | —                    |
| «Полісся-2»     | Житомир                         | НТЦ «Полісся» (с. Глибочиця)                                               | 266                | —                    |
| «Пробій»        | Городенка                       | «Пробій-Арена»                                                             | 2500               | —                    |
| «Реал Фарма»    | Одеса                           | «Іван»                                                                     | 1200               | 12                   |
| «Ревера 1908»   | Івано-Франківськ                | ІФНТУНГ ім. Анатолія Гемби                                                 | 4300               | —                    |
| «Рух-2»         | Львів                           | ім. Богдана Маркевича (Винники)                                            | 900                | 9                    |
| «Самбір-Нива-2» | Тернопіль                       | ім. Лева Броварського (Самбір) «Сокіл» (тренувальне поле) (Львів) (1 матч) | 1918 500           | —                    |
| «Скала 1911»    | Стрий                           | «Сокіл»                                                                    | 1789               | 6                    |
| ФК «Ужгород»    | Ужгород                         | «Авангард»                                                                 | 10 383             | —                    |

Група Б
| Команда           | Населений пункт                                  | Стадіон                                                                                            | Місткість стадіону | Місце в попер. ч-ті. |
| ----------------- | ------------------------------------------------ | -------------------------------------------------------------------------------------------------- | ------------------ | -------------------- |
| «Ворскла-2»       | Полтава                                          | «Лтава» «Молодіжний» (3 матчі)                                                                     | 650 680            | —                    |
| «Гірник-Спорт»    | Горішні Плавні                                   | «Юність»                                                                                           | 2500               | 20 (перша ліга)      |
| «Колос-2»         | с. Ковалівка Білоцерківського району             | «Ювілейний» (Буча) «Колос» (1 матч)                                                                | 1028 5050          | —                    |
| «Локомотив»       | Київ                                             | НТК ім. Віктора Баннікова                                                                          | 1678               | 10                   |
| «Металіст 1925-2» | Харків                                           | «Колос» (Бориспіль)                                                                                | 5654               | —                    |
| «Нива»            | Вінниця                                          | НТБ «Нива»                                                                                         | 1000               | 8                    |
| «Олександрія-2»   | Олександрія                                      | КСК «Ніка» «Олімп» (5 матчів)                                                                      | 7000 4000          | —                    |
| ФК «Тростянець»   | Тростянець                                       | ім. Володимира Куца НТК ім. Віктора Баннікова (Київ) (1 матч) «Чернігів-Арена» (Чернігів) (1 матч) | 1129 1678 500      | 11                   |
| «Чайка»           | с. Петропавлівська Борщагівка Бучанського району | Центральний ім. Михайла Бруквенка (с-ще Макарів) НТБ «Колос» (с. Софіївська Борщагівка) (3 матчі)  | 3100 250           | 4                    |
| ФК «Чернігів»     | Чернігів                                         | «Юність» «Чернігів-Арена» (3 матчі)                                                                | 3000 500           | 19 (перша ліга)      |

## Група А

### Турнірна таблиця
| М  | Команда         | І  | В  | Н | П  | РМ    | О  |
| -- | --------------- | -- | -- | - | -- | ----- | -- |
| 1  | «Пробій»        | 18 | 13 | 2 | 3  | 42−15 | 41 |
| 2  | «Рух-2»         | 18 | 10 | 3 | 5  | 29−19 | 33 |
| 3  | «Скала 1911»    | 18 | 10 | 3 | 5  | 31−18 | 33 |
| 4  | «Куликів-Білка» | 18 | 9  | 4 | 5  | 27−17 | 31 |
| 5  | «Полісся-2»     | 18 | 9  | 2 | 7  | 33−21 | 29 |
| 6  | ФК «Ужгород»    | 18 | 7  | 5 | 6  | 26−25 | 26 |
| 7  | СК «Вільхівці»  | 18 | 5  | 4 | 9  | 20−29 | 19 |
| 8  | «Самбір-Нива-2» | 18 | 5  | 3 | 10 | 15−30 | 18 |
| 9  | «Ревера 1908»   | 18 | 3  | 5 | 10 | 15−33 | 14 |
| 10 | «Реал Фарма»    | 18 | 2  | 3 | 13 | 9−40  | 9  |

Позначення:

### Результати матчів
| Команда         | ВІЛ | КУЛ | ПОЛ | ПРБ | РЕА | РЕВ | РУХ | СНИ | СКА | УЖГ |
| --------------- | --- | --- | --- | --- | --- | --- | --- | --- | --- | --- |
| СК «Вільхівці»  |     | 3:0 | 0:5 | 1:2 | 1:2 | 2:2 | 1:0 | 2:1 | 1:0 | 0:3 |
| «Куликів-Білка» | 1:1 |     | 3:0 | 1:3 | 3:0 | 4:1 | 4:0 | 3:0 | 1:2 | 2:1 |
| «Полісся-2»     | 3:0 | 1:2 |     | 1:0 | 2:0 | 4:1 | 0:2 | 4:1 | 0:0 | 4:1 |
| «Пробій»        | 1:0 | 2:0 | 3:1 |     | 1:0 | 3:0 | 2:3 | 3:0 | 2:0 | 5:1 |
| «Реал Фарма»    | 0:4 | 0:0 | 1:2 | 0:3 |     | 0:3 | 0:0 | 2:1 | 0:7 | 0:1 |
| «Ревера 1908»   | 1:1 | 0:0 | 1:0 | 1:1 | 1:1 |     | 0:2 | 0:1 | 1:3 | 1:5 |
| «Рух-2»         | 2:0 | 1:1 | 2:4 | 0:2 | 2:0 | 2:1 |     | 3:0 | 1:2 | 3:0 |
| «Самбір-Нива-2» | 3:1 | 0:1 | 2:1 | 1:6 | 2:0 | 0:1 | 0:1 |     | 0:0 | 1:1 |
| «Скала 1911»    | 2:2 | 2:0 | 1:0 | 4:2 | 3:1 | 2:0 | 0:3 | 1:2 |     | 0:2 |
| ФК «Ужгород»    | 1:0 | 0:1 | 1:1 | 1:1 | 4:2 | 2:0 | 2:2 | 0:0 | 0:2 |     |

### Найкращі бомбардири
| № | Футболіст         | Команда         | Голи (пен.) |
| - | ----------------- | --------------- | ----------- |
| 1 | Богдан Оринчак    | «Пробій»        | 13 (1)      |
| 2 | Дмитро Коваленко  | ФК «Ужгород»    | 8           |
| 3 | Ярослав Кравченко | «Скала 1911»    | 5           |
| 3 | Олег Панасюк      | «Куликів-Білка» | 5           |
| 3 | Сергій Панченко   | «Рух-2»         | 5           |
| 3 | Андрій Фесенко    | «Скала 1911»    | 5           |
| 3 | Михайло Шестаков  | СК «Вільхівці»  | 5           |

## Група Б

### Турнірна таблиця
| М  | Команда           | І  | В  | Н | П  | РМ    | О  |
| -- | ----------------- | -- | -- | - | -- | ----- | -- |
| 1  | «Колос-2»         | 18 | 12 | 3 | 3  | 30−14 | 39 |
| 2  | ФК «Чернігів»     | 18 | 11 | 5 | 2  | 30−8  | 38 |
| 3  | «Локомотив»       | 18 | 9  | 3 | 6  | 22−21 | 30 |
| 4  | «Олександрія-2»   | 18 | 7  | 7 | 4  | 30−19 | 28 |
| 5  | «Гірник-Спорт»    | 18 | 8  | 2 | 8  | 19−20 | 26 |
| 6  | ФК «Тростянець»   | 18 | 5  | 7 | 6  | 20−16 | 22 |
| 7  | «Чайка»           | 18 | 4  | 7 | 7  | 15−21 | 19 |
| 8  | «Металіст 1925-2» | 18 | 5  | 3 | 10 | 23−39 | 18 |
| 9  | «Нива»            | 18 | 5  | 1 | 12 | 14−26 | 16 |
| 10 | «Ворскла-2»       | 18 | 3  | 4 | 11 | 15−34 | 13 |

Позначення:

### Результати матчів
| Команда           | ВОР | ГІР | КОЛ | ЛОК | М25 | НВІ | ОЛЕ | ТРО | ЧАЙ | ЧЕР |
| ----------------- | --- | --- | --- | --- | --- | --- | --- | --- | --- | --- |
| «Ворскла-2»       |     | 1:2 | 0:1 | 0:1 | 1:1 | 0:1 | 2:1 | 2:1 | 1:1 | 0:1 |
| «Гірник-Спорт»    | 2:2 |     | 0:1 | 1:0 | 3:2 | 1:0 | 1:2 | 0:0 | 2:1 | 1:2 |
| «Колос-2»         | 2:0 | 2:0 |     | 3:1 | 5:2 | 2:1 | 1:1 | 3:0 | 1:1 | 1:0 |
| «Локомотив»       | 2:3 | 1:0 | 1:3 |     | 0:0 | 3:0 | 0:3 | 1:0 | 2:0 | 0:3 |
| «Металіст 1925-2» | 3:1 | 2:0 | 1:3 | 2:3 |     | 1:0 | 1:2 | 0:3 | 0:3 | 0:2 |
| «Нива»            | 3:0 | 0:2 | 2:0 | 0:1 | 3:2 |     | 0:2 | 0:0 | 2:1 | 0:1 |
| «Олександрія-2»   | 1:1 | 2:1 | 0:2 | 2:2 | 0:1 | 4:0 |     | 2:2 | 4:0 | 1:2 |
| ФК «Тростянець»   | 6:1 | 1:0 | 2:0 | 0:1 | 1:2 | 2:1 | 1:1 |     | 1:1 | 0:0 |
| «Чайка»           | 1:0 | 0:1 | 0:0 | 0:2 | 1:1 | 2:1 | 2:2 | 1:0 |     | 0:1 |
| ФК «Чернігів»     | 4:0 | 1:2 | 2:0 | 1:1 | 8:2 | 2:0 | 0:0 | 0:0 | 0:0 |     |

### Найкращі бомбардири
| № | Футболіст           | Команда         | Голи (пен.) |
| - | ------------------- | --------------- | ----------- |
| 1 | Ярослав Базаєв      | «Олександрія-2» | 7 (5)       |
| 2 | Іван Романчук       | «Локомотив»     | 6           |
| 2 | В'ячеслав Студенко  | «Гірник-Спорт»  | 6           |
| 4 | Артур Загорулько    | «Нива»          | 5           |
| 4 | В'ячеслав Койдан    | ФК «Чернігів»   | 5           |
| 6 | Вадим Страшкевич    | «Гірник-Спорт»  | 5 (1)       |
| 7 | Владислав Тишинінов | ФК «Тростянець» | 5 (3)       |
| 8 | Анатолій Романченко | ФК «Чернігів»   | 5 (4)       |

== Матчі за перше місце ==
Відповідно до регламенту змагань для визначення чемпіона другої ліги проводиться двоматчеве протистояння між командами, які посіли перші місця у групах А та Б. Жеребкування послідовності проведення матчів відбулося 30 квітня 2025 року.
Команда, яка посяде підсумкове перше місце, напряму переходить до першої ліги. Команда, що посяде підсумкове друге місце, гратиме перехідні матчі з командою, що посіла 15-те в першій лізі, за право виступати в першій лізі наступного сезону. 
| 23 травня 2025 14:00 +23 °C |

| «Колос-2» | 0:1      | «Пробій»  |
| --------- | -------- | --------- |
|           | Протокол | Харук 38' |

| «Колос», Ковалівка Глядачів: 228 Арбітр: Артем Артеменко (Миколаїв) |

| 30 травня 2025 13:30 +20 °C |

| «Пробій»                                             | 2:3      | «Колос-2»                                         |
| ---------------------------------------------------- | -------- | ------------------------------------------------- |
| Сокол 37' (аг) Оринчак 64'                           | Протокол | Головкін 73' Колесник 83' Шевчук 90+2'            |
|                                                      | Пенальті |                                                   |
| - Білий - Феліпович - Сондей - Радульський - Оринчак | 4:3      | - Головкін - Помазан - Колесник - Канаєв - Недоля |

| «Пробій-Арена», Городенка Глядачів: 0 Арбітр: Степан Лапко (Львів) |

== Матчі за третє місце ==
Відповідно до регламенту змагань для визначення бронзового призера другої ліги проводиться двоматчеве протистояння між командами, які посіли другі місця у групах А та Б. Жеребкування послідовності проведення матчів відбулося 30 квітня 2025 року.
Команда, яка посяде підсумкове третє місце, гратиме перехідні матчі з командою, що посіла 14-те місце в першій лізі, за право виступати в першій лізі наступного сезону.
В цьому протистоянні мали грати команди «Рух-2» та ФК «Чернігів». 17 травня 2025 року «Рух-2» знявся зі змагань до моменту проведення першого матчу. 21 травня 2025 року Центральна рада ПФЛ ухвалила постанову про визнання цих матчів такими, що не відбулися. 22 травня 2025 року Виконком УАФ ухвалив рішення провести матч за право участі в матчах за третє місце другої ліги між командами, які посіли треті місця в групах А та Б («Скала 1911» та «Локомотив»), що відбудеться на нейтральному полі.
| 26 травня 2025 13:00 +16 °C |

| «Локомотив»  | 1:4      | «Скала 1911»                                   |
| ------------ | -------- | ---------------------------------------------- |
| Романчук 51' | Протокол | Сагайдак 7' Лісовик 12' Гора 26' Кравченко 76' |

| «Колос», Бориспіль Глядачів: 0 Арбітр: Дмитро Осауленко (Полтава) |

| 30 травня 2025 12:00 +22 °C |

| ФК «Чернігів»                      | 3:2      | «Скала 1911»     |
| ---------------------------------- | -------- | ---------------- |
| Порохня 21' Койдан 31' Кулик 90+4' | Протокол | Лісовик 56', 88' |

| «Чернігів-Арена», Чернігів Глядачів: 180 Арбітр: Анатолій Ухов (Кривий Ріг) |

| 4 червня 2025 13:00 +26 °C |

| «Скала 1911» | 0:1      | ФК «Чернігів» |
| ------------ | -------- | ------------- |
|              | Протокол | Новіков 8'    |

| «Сокіл», Стрий Глядачів: 0 Арбітр: Андрій Зайцев (Донецька область) |

## Перехідні матчі за право виступати в першій лізі
За підсумками сезону команди, які посіли 14-те та 15-те місця в першій лізі, грають перехідні матчі за право виступати у першій лізі проти команд, які посіли відповідно третє та друге місця у другій лізі. Жеребкування послідовності проведення матчів відбулося 6 травня 2025 року.
| 8 червня 2025 13:00 +31 °C |

| ФК «Чернігів»                                     | 3:0      | МФК «Металург» |
| ------------------------------------------------- | -------- | -------------- |
| Шалфєєв 15' Безгубченко 43' Романченко 81' (пен.) | Протокол |                |

| «Чернігів-Арена», Чернігів Глядачів: 0 Арбітр: Максим Фірсов (Рівне) |

| 12 червня 2025 12:00 +25 °C |

| МФК «Металург» | 0:2      | ФК «Чернігів»         |
| -------------- | -------- | --------------------- |
|                | Протокол | Койдан 63' Шумило 84' |

| «Славутич-Арена», Запоріжжя Глядачів: 0 Арбітр: Євгеній Цибулько (Черкаси) |

ФК «Чернігів» переміг 5:0 за сумою двох матчів та вийшов до першої ліги, МФК «Металург» вибув до другої ліги.
| 4 червня 2025 12:00 +23 °C |

| «Колос-2» | 0:2      | «Поділля»             |
| --------- | -------- | --------------------- |
|           | Протокол | Балан 19' Шкіндер 48' |

| «Ювілейний», Буча Глядачів: 0 Арбітр: Ігор Сташук (Чернігів) |

| 8 червня 2025 12:00 +32 °C |

| «Поділля»      | 1:0      | «Колос-2» |
| -------------- | -------- | --------- |
| Веремієнко 58' | Протокол |           |

| «Поділля», Хмельницький Глядачів: 650 Арбітр: Олег Когут (Тернопіль) |

«Поділля» перемогло 3:0 за сумою двох матчів та зберегло місце в першій лізі, а «Колос-2» — у другій.